# Eodelphax serendiba
Eodelphax serendiba är en insektsart som beskrevs av George Willis Kirkaldy 1901. Eodelphax serendiba ingår i släktet Eodelphax och familjen sporrstritar. Inga underarter finns listade i Catalogue of Life.